# ГЕС Kattstrupeforsen
ГЕС Kattstrupeforsen – гідроелектростанція у центральній частині Швеції. Розташована між ГЕС Гіссмофорс (вище по течії) та ГЕС Granboforsen, входить до складу каскаду на одній з найважливіших річок країни Індальсельвен (є другою в її нижній течії після виходу з озера Стуршен). 
Русло річки (тепер це права протока) перекрили греблею висотою 10 метрів із двома шлюзами для перепуску надлишкової води. Машинний зал розташували у лівій протоці, повністю сховавши його у вузькій ущелині (такий дизайн був пов’язаний з бажанням ускладнити можливе повітряне бомбардування – спорудження станції якраз припало на часи Другої світової війни).
Первісно на ГЕС встановили дві турбіни, до яких у 1956-му додали третю, що довело загальну потужність станції до 60 МВт. Вона обладнана турбінами типу Каплан, які працюють при напорі у 18 метрів та забезпечують виробництво 285 млн кВт-год електроенергії на рік.
В 1996-1997 роках провели модернізацію перших двох гідроагрегатів із заміною турбін, а у 2016-2017-му подібну операцію здійснили з останнім агрегатом. За розрахунками, це дозволить подовжити термін нормальної експлуатації ГЕС на 40 років. 